# Ioniq
Ioniq (Айонік, стилізовано як IONIQ) — автомобільний суббренд і підрозділ Hyundai Motor Company зі штаб-квартирою в Сеулі, Південна Корея. Суббренд був заснований у 2020 році як суббренд для лінійки електромобілів Hyundai. Суббренд має допомогти Hyundai досягти запланованого мільйона продажів електромобілів щорічно до 2025 року, причому бренд Ioniq, за прогнозами, сприятиме 560 000 цих продажів. 

## Історія
До появи суббренду ім’я Ioniq використовувалося для концептуального Hyundai i-oniq 2012 року, невеликого спортивного хетчбека, який був оснащений електричною силовою установкою та бензиновим двигуном із збільшенням запасу ходу.  
У період з 2016 по 2022 рік ця назва використовувалася для Hyundai Ioniq, компактного ліфтбека, доступного з вибором екологічних силових агрегатів: бензиновий гібрид, гібрид, що підключається від мережі, або повністю електричний;  
Ioniq 2016 року конкурував з гібридом Toyota Prius і електромобілями Nissan Leaf. 
10 серпня 2020 року південнокорейський виробник Hyundai Motor Group оголосив про запуск нового автомобільного бренду під назвою Ioniq (комбінація «ion» і «unique», написана великими літерами як «IONIQ») у Лондоні , зарезервована для електромобілів.  Під час запуску виробник оголосив про свої плани щодо виробництва електромобілів під номерами 5, 6 і 7 на основі загальної платформи електромобілів Hyundai-Kia E-GMP, представленої на виставці побутової електроніки 2019 року в Лас-Вегасі. 
Першим запущеним автомобілем став Ioniq 5, кросовер, який вперше був проданий у 2021 році. Наразі Hyundai розширює свою повністю електричну лінійку, включивши Ioniq 6, седан, який дебютував в Європі та Південній Кореї у 2022 році, а також Ioniq 9, великий позашляховик, який вийшов на ринок у 2024 р.  

## Моделі
- Ioniq 5
- Ioniq 6
- Ioniq 9

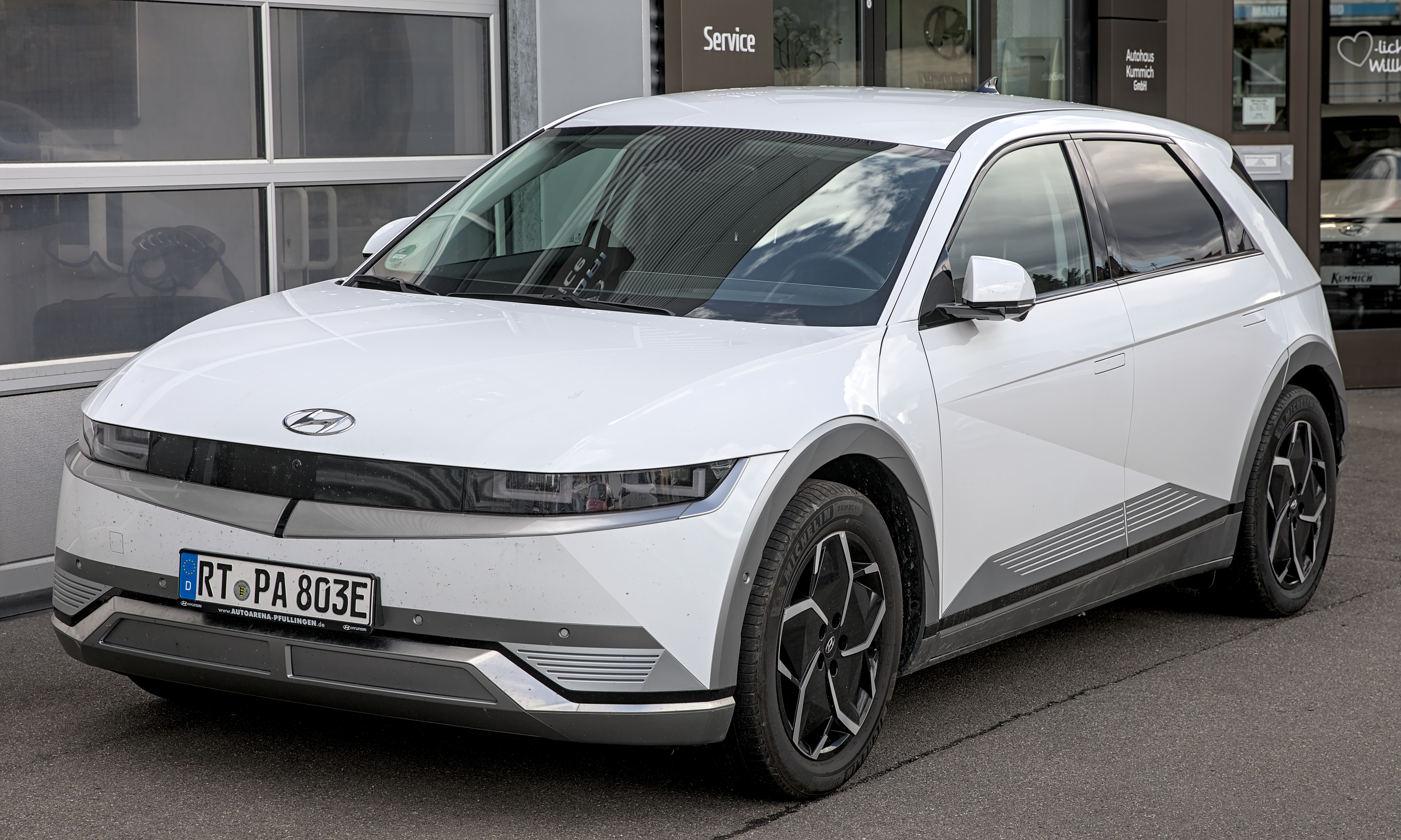
Hyundai Ioniq 5
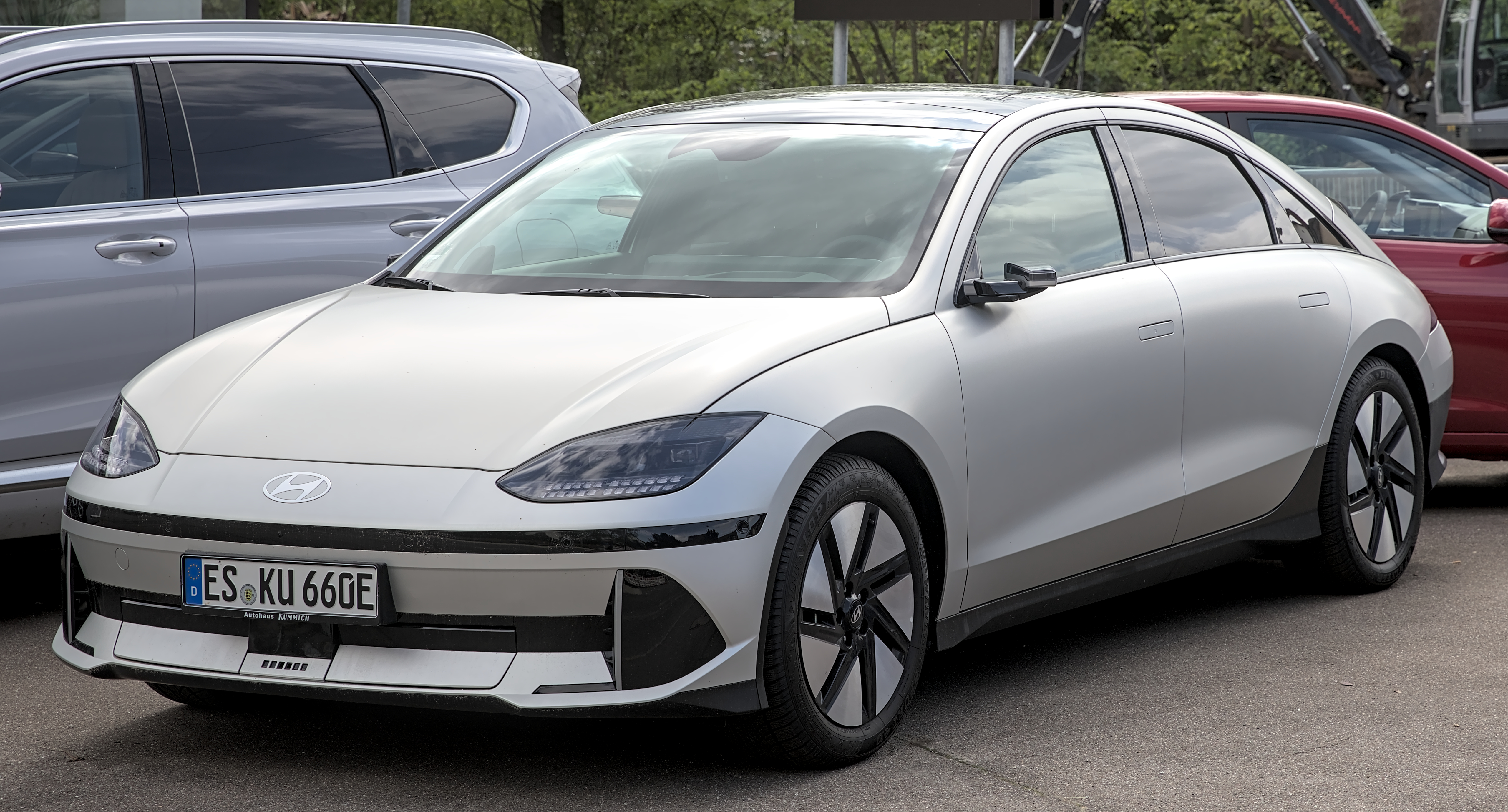
Hyundai Ioniq 6
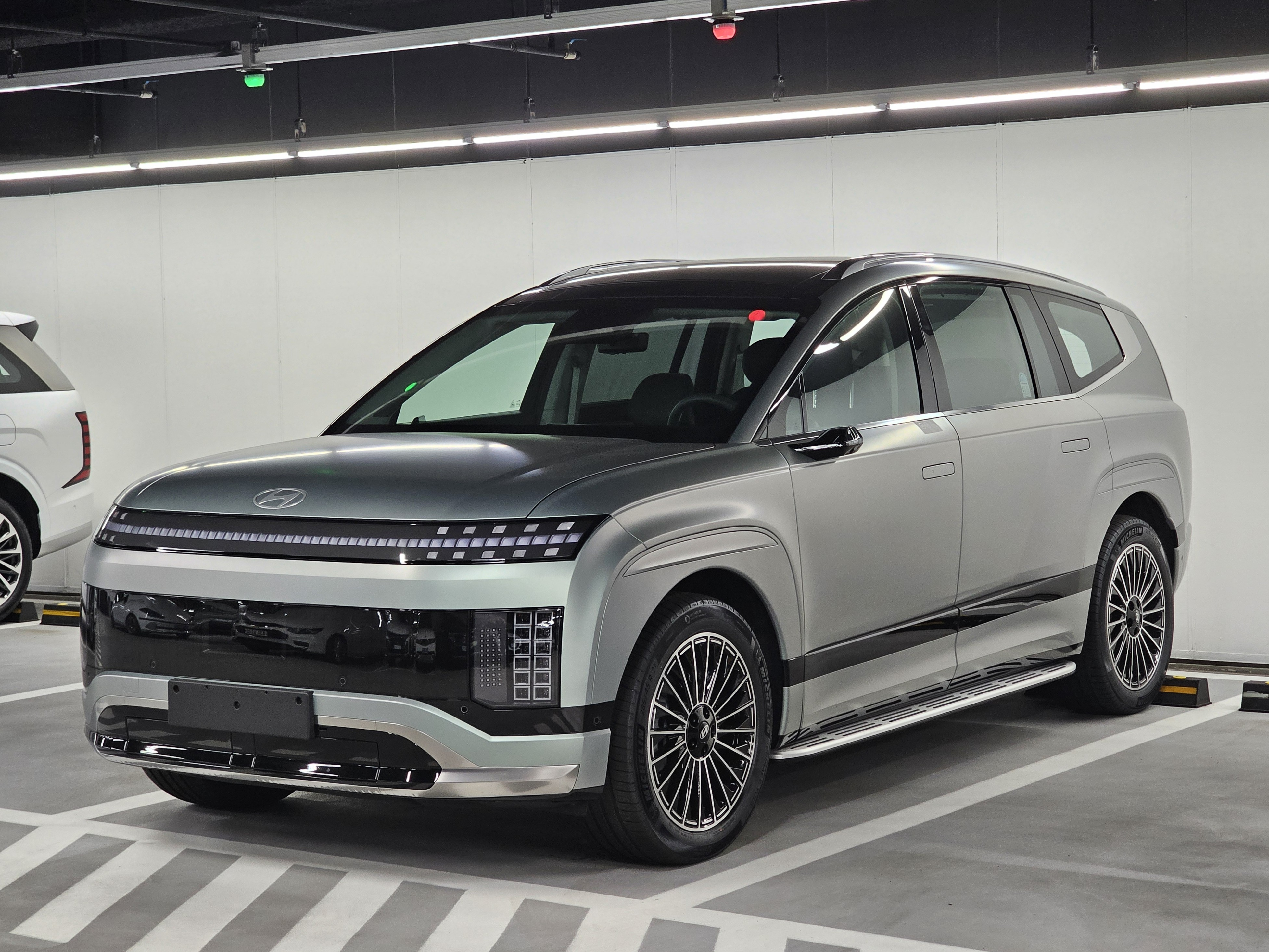
Hyundai Ioniq 9

### Heritage Series
Компанія Hyundai представила кілька моделей у своїй серії Heritage Series, які являють собою одноразові електромобілі старовинних автомобілів Hyundai, які були відреставровані та переобладнані з приводом електромобіля; передні та задні ліхтарі моделей серії Heritage мають ту саму мову дизайну «Parametric Pixel», що й лінійка Ioniq.  

Технічні деталі силових агрегатів, встановлених на автомобілях Heritage Series, не розголошуються.  Pony Heritage був частиною виставки «Reflections in Motion» у Hyundai Motorstudio Busan (8 квітня – 27 червня 2021 року) разом із концептами 45 EV та Prophecy;  були анімовані піксельні вогні Pony Heritage, які Hyundai назвали «Pixel Roadtrip». 

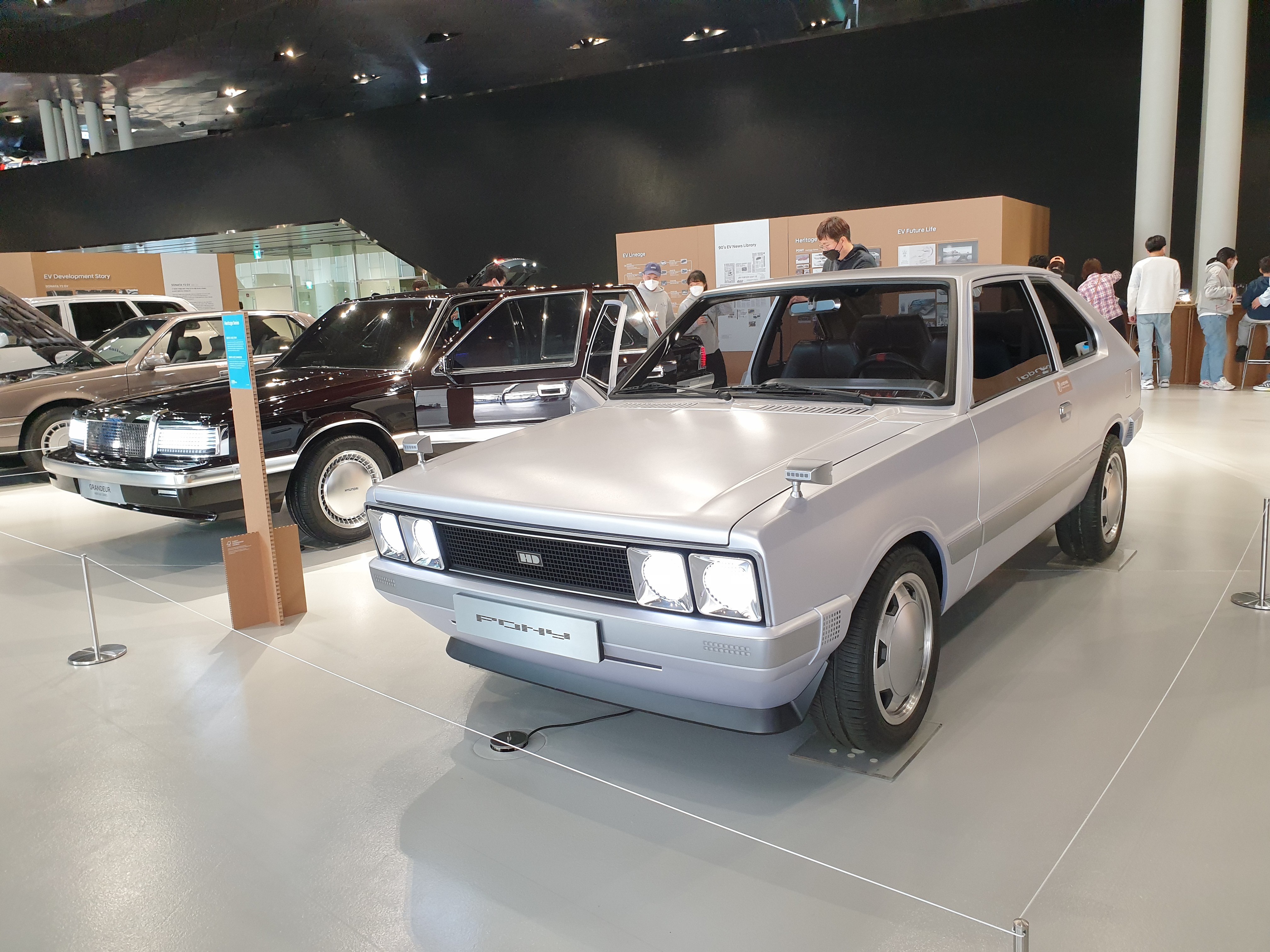
Hyundai Pony Heritage Series
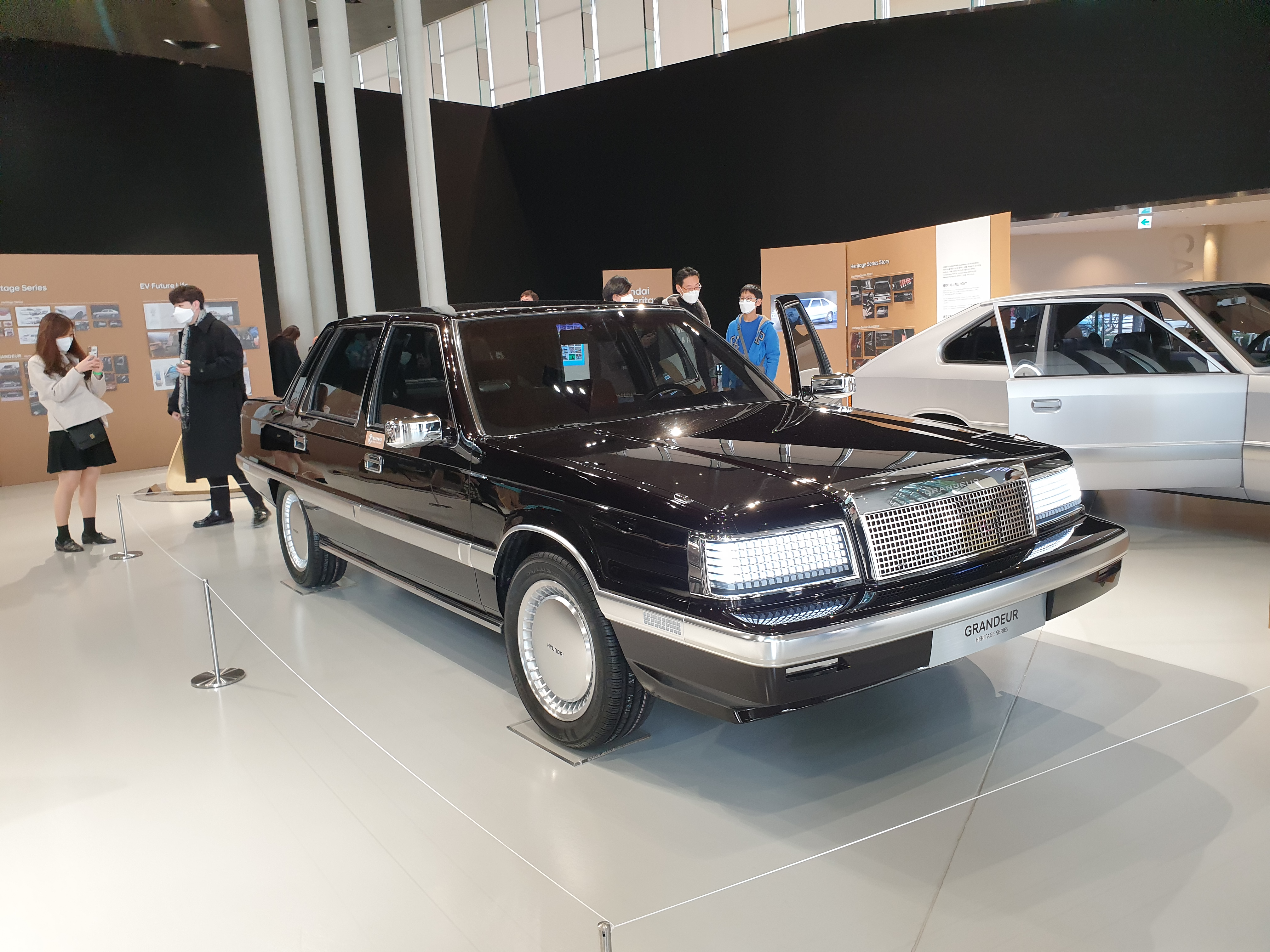
Hyundai Grandeur Heritage Series